# Balázs Balázs
Balázs Balázs (B2) (Kosna, 1942. április 11. –) magyar szobrász. Tagja a Magyar Rajzpedagógusok Szövetségének, a művésztelepek aktív résztvevője.

## Életpályája
Általános iskoláit Nyírbátorban, Szegeden és Répceszentgyörgyön végezte el. Középiskolai tanulmányait a Szegedi Vasútforgalmi technikumban (1956–1960) kezdte. A Debreceni és Győri Tanítóképző Intézetben folytatta felsőfokú tanulmányait 1961–1965 között. 1968-ban Baranya megyében telepedett le; iskolát vezetett feleségével együtt 10 évig (Erdősmárok). 1972–1975 között a pécsi Tanárképző Főiskolán diplomázott. 1978–1981 között a Kishajmási Kerámia Üzem művészeti vezetője volt. 1981–1984 között önálló keramikusként dolgozott. 1988–1990 között olaszországi tanulmányúton volt; hazatérése után Himesházán oktatott. 1995–1999 között Erdősmárok polgármestere volt. 1996 óta kiállító művész. 1997-től a Himesházi Körzeti Általános Iskola igazgatója. 2002-ben nyugdíjba vonult. 
Első kiállítását Veszprém megyében rendezték. A Mohácsi Művészeti Társaság elnöke volt. Sikeres művészeti szabadiskolát indított. Több településen van köztéri alkotása.

## Családja
Szülei: Balázs János MÁV főtiszt és Réthy Zsuzsanna voltak. 1962-ben Nyírlugoson házasságot kötött Molnár Valéria tanítónővel. Két gyermekük született: Balázs Tímea Sarolta (1963) és Balázs Balázs Kolos (B2K) grafikus (1974).

## Művei
- Égő nádas (Mohács, 1983)
- Fontana (Mohács, 1991)
- Anyóka (Pécs)
- Játszófák (Szigetvár)
- Az elesettekért (Erdősmárok)
- Kőkígyós-kút (Balatonfenyves)
- Székelykapu (Himesháza)
- Szoborfa (Albino-Itália)
- Testvériség (Rasdorf-Németország)
- Feszület (Maráza)
- Millenniumi emlékmű (Himesháza)
- Szerelem (Ponte di Piave - Itália)
- Szökőkút, Millenniumi emlékmű (Belvárdgyula)